# Марусин камінь
Марусин камінь — урочище в селі Великий Олександрів Хмельницького району на лівому березі річки Ушиця. Являє собою геоморфологічне утворення — скелю у формі великого каменю, який формує вхід до печери.

## Опис
Скеля Марусин камінь знаходиться на березі річки Ушиця на високому пагорбі. Раніше вона мала невеликий вхід до печери довжиною близько 50 м, проте через небезпеку обвалів її замурували. Біля підніжжя скелі висічені декілька хрестів, тому існують припущення, що в давнину печера могла служити монашим прихистком.
З верхівки Марусиного каменя відкривається краєвид на урочище Гамарня та долину річки Ушиця.

## Походження назви
Існує низка легенд, пов’язаних зі скелею. Згідно одної з них, раніше у навколишніх краях жила отаманка Маруся, яка зібрала ватагу розбійників, і вони разом грабували панів та віддавали награбоване бідним селянам. Один із них, місцевий пан Володимир, вирішив боротися з бандою та посилав своїх солдатів та жандармів, аби вони знайшли Марусю. Згодом він дізнався про місце, де переховувався її загін, та вирушив до лісу зі своїм військом. Отаманка дала наказ своїм побратимам розійтися навколо лісу, а сама вийшла назустріч пану та його солдатам. Врешті він вбив Марусю на великому камені. Місцеві мешканці зберегли пам’ять про героїню та стали називати скалу її іменем.

## Галерея

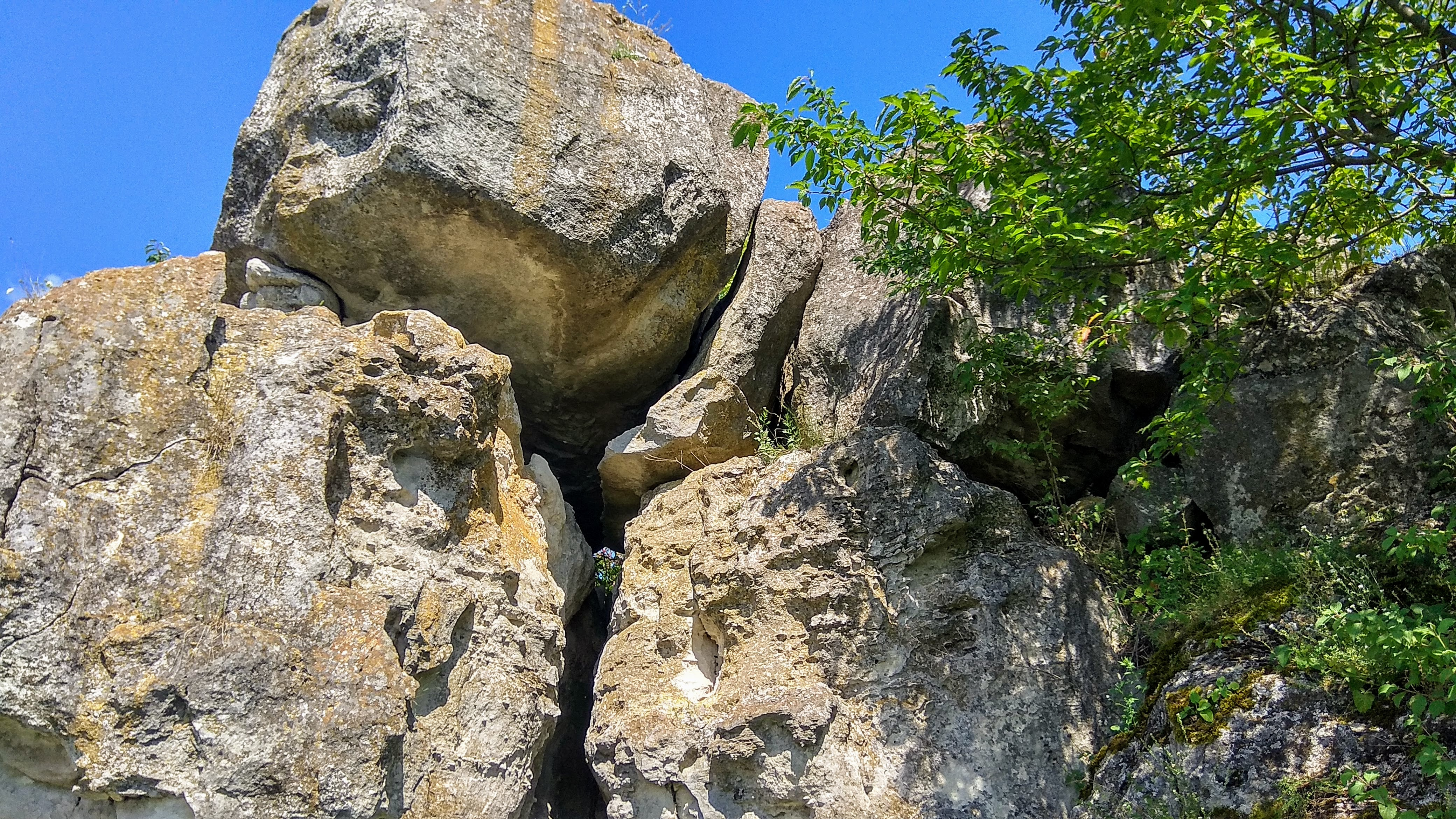
Скелі
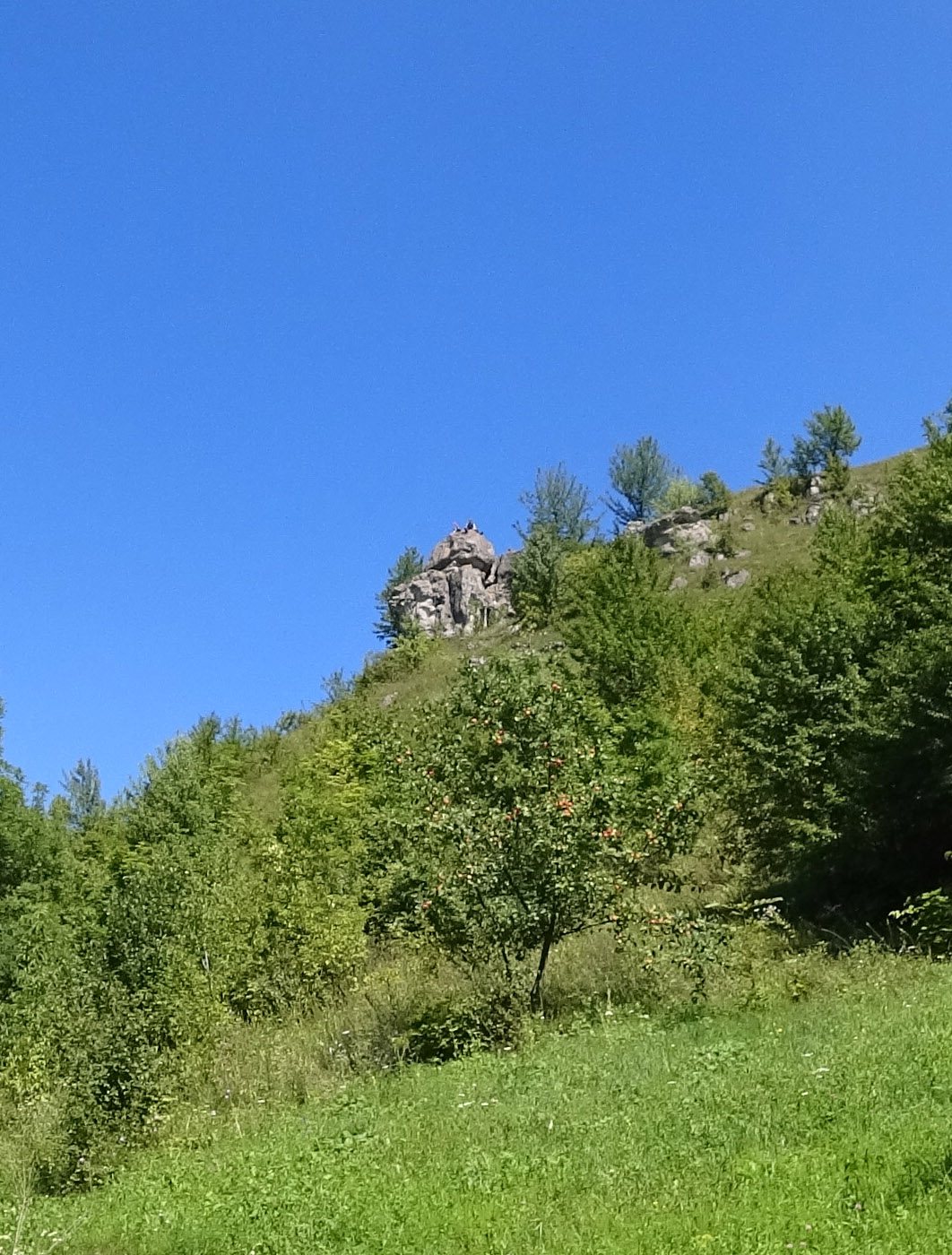
Марусин камінь здалека
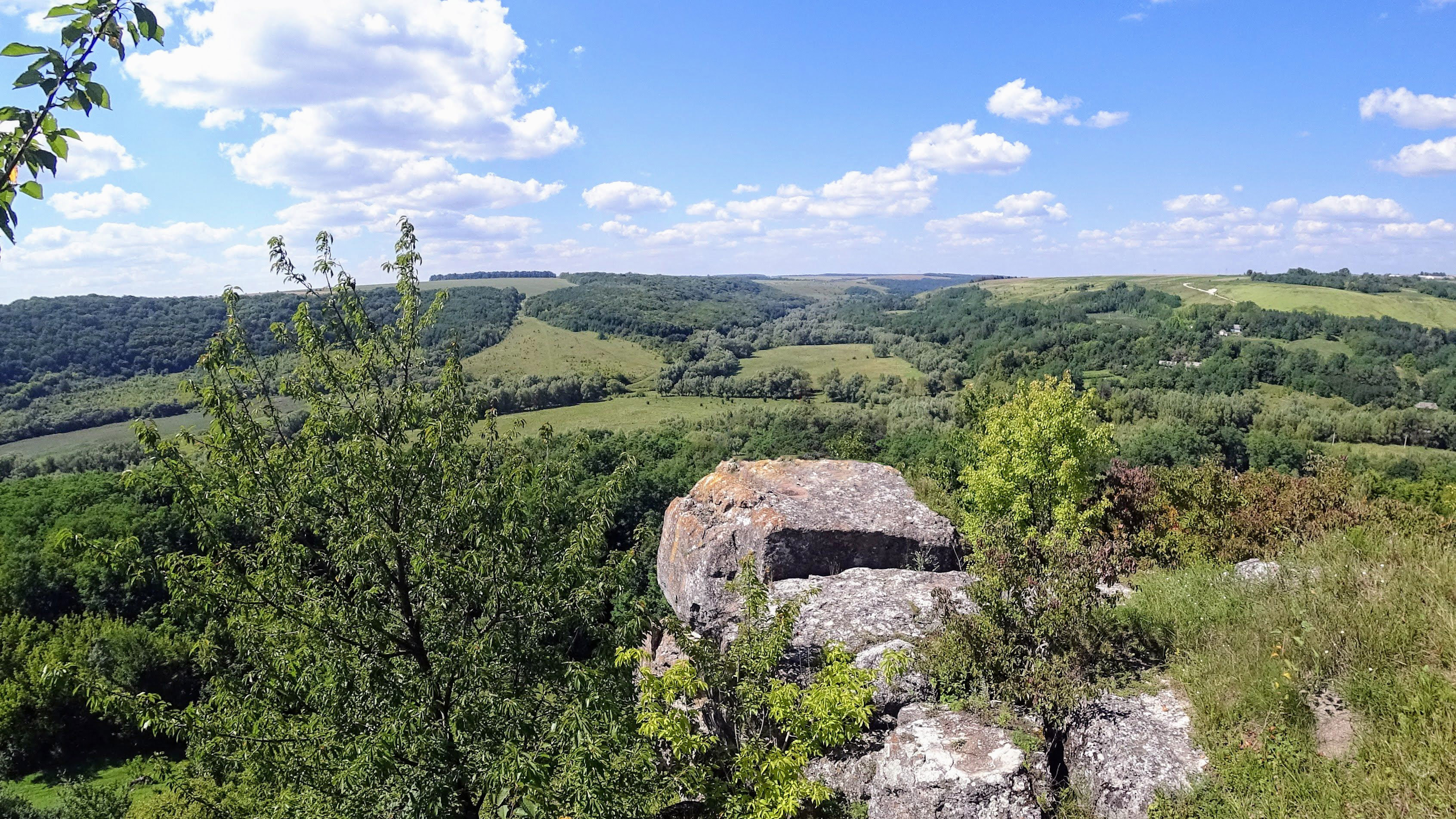
Вид на Марусин камінь
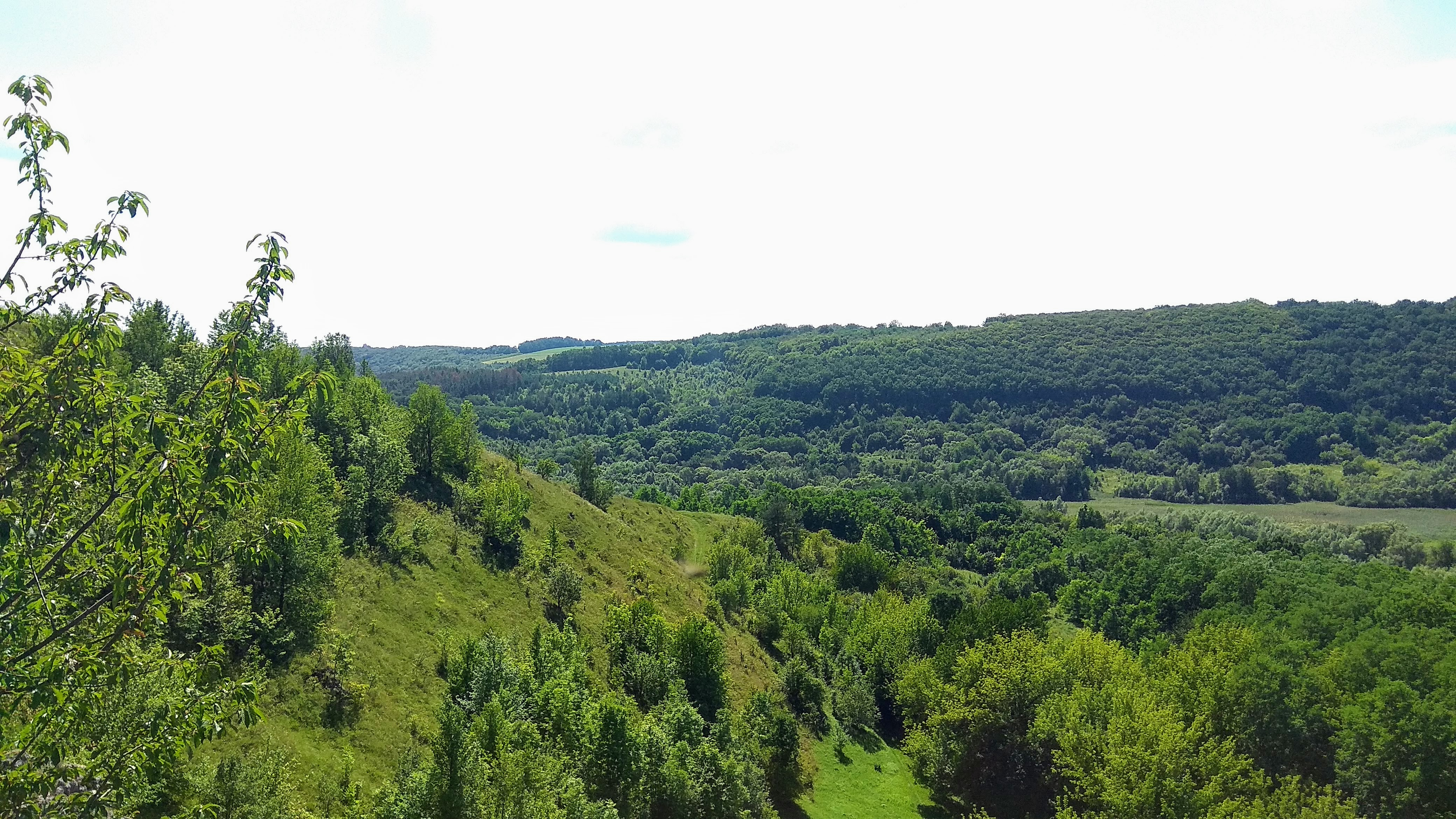
Панорама зі скелі
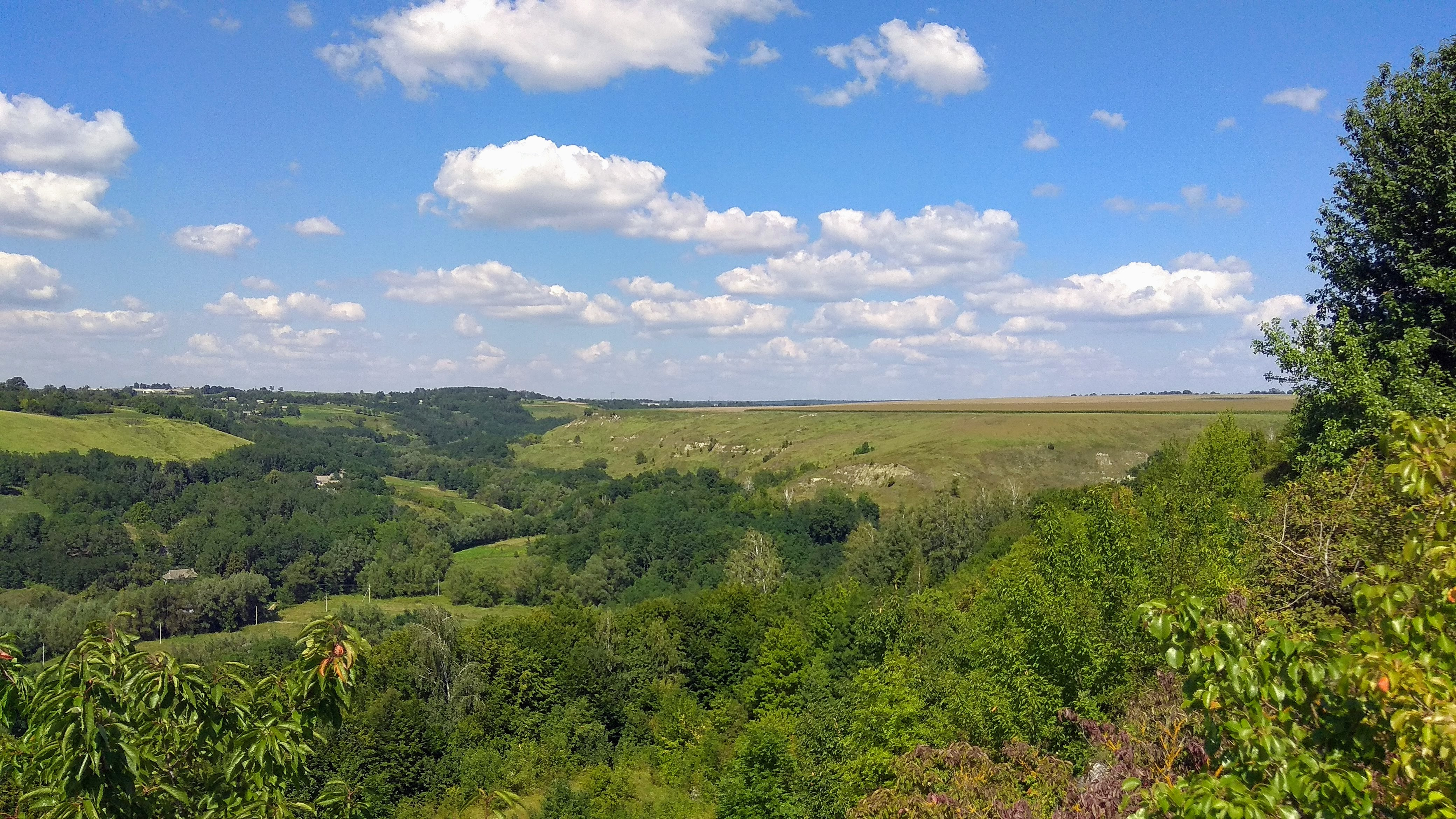
Панорама зі скелі